# Ravnje (Sremska Mitrovica)
Pour les articles homonymes, voir Ravnje.
Ravnje (en serbe cyrillique : Равње) est une localité de Serbie située dans la province autonome de Voïvodine et sur le territoire de la ville de Sremska Mitrovica, district de  Syrmie (Srem). Au recensement de 2011, elle comptait 1 184 habitants.
Ravnje, officiellement classé parmi les villages de Serbie, est une communauté locale, c'est-à-dire une subdivision administrative, de la ville de Sremska Mitrovica.

## Géographie

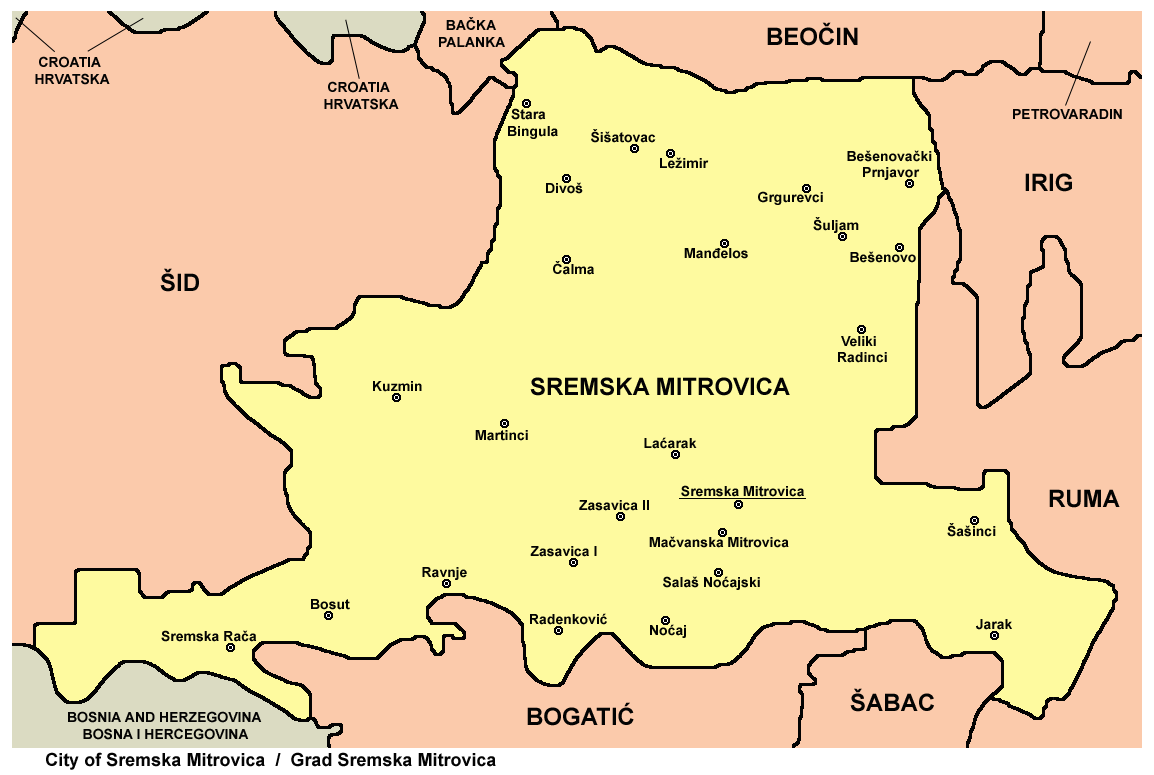
Localisation de Ravnje dans la ville de Sremska Mitrovica

Bien qu'il soit rattaché au district de Syrmie, le village se trouve dans la région de la Mačva. Il est situé sur la rive droite de la Save.

## Histoire
Le village a été le théâtre de la bataille de Ravnje qui s'est déroulée en août 1813, lors du premier soulèvement serbe contre les Ottomans ; marquée par la victoire des Turcs, elle mit fin au premier soulèvement serbe. Environ 3 000 Serbes y trouvèrent la mort, dont Zeka Buljubaša, Petronije Šišo et le voïvode Joksim Karamarković.

## Démographie

### Évolution historique de la population
| 1948  | 1953  | 1961  | 1971  | 1981  | 1991  | 2002  | 2011  |
| ----- | ----- | ----- | ----- | ----- | ----- | ----- | ----- |
| 1 765 | 1 889 | 1 856 | 1 745 | 1 692 | 1 587 | 1 463 | 1 184 |

|  |

### Données de 2002
Pyramide des âges (2002)
En 2002, l'âge moyen de la population était de 39,4 ans pour les hommes et 41 ans pour les femmes.
Répartition de la population par nationalités (2002)
En 2002, les Serbes représentaient 98,5 % de la population.

### Données de 2011
En 2011, l'âge moyen de la population était de 43,3 ans, 42,3 ans pour les hommes et 44,3 ans pour les femmes.

## Personnalité
Ravnje est associé au souvenir de Zeka Buljubaša (vers 1785-1813), l'un des héros du premier soulèvement serbe contre les Ottomans. Un monument en son honneur est érigé au centre du village.